# Ballet mécanique
Ballet mécanique (französisch für ‚Mechanisches Ballet‘) ist der Titel eines dadaistischen Stummfilms, den Fernand Léger mit dem amerikanischen Kameramann Dudley Murphy 1924 in Frankreich drehte. Auch Man Ray war an dem Projekt beteiligt, zu dem George Antheil eigens eine Begleitmusik komponierte.
Gleichwohl wurde der Film stumm uraufgeführt, da Regisseur und Komponist sich nicht über die unterschiedlich langen Aufführungszeiten von Film und Filmmusik einigen konnten. Er wurde auf der „Internationalen Ausstellung neuer Theatertechnik“ in Wien am 24. September 1924 von Friedrich Kiesler präsentiert und gilt heute als eines der Meisterwerke früher experimenteller Filmkunst.

## Handlung
Zu Beginn und am Ende des Films tanzt spielerisch ein kubistisch ausgeführter Charlot durchs Bild, sieht man Murphy’s Frau Katherine in ländlicher Umgebung auf einer Schaukel. Zwischen diesen wenigen Augenblicken der Ruhe hastet der Film in heftiger Bewegung von Bild zu Bild: Mit maschinenhafter Regelmäßigkeit tauchen Industriebilder von stoßenden Kolben, sich drehenden Cylindern und Turbinen auf; Küchengeräte, Flaschen, Uhrpendel, Beinprothesen und rein abstrakte Figuren wie Dreiecke und Kreise erscheinen und verschwinden wieder. Großaufnahmen der Augen von Man Rays Freundin Kiki de Montparnasse wechseln mit solchen von einem Frauenmund, der die Zähne zu einem Lächeln entblößt. In einer Sequenz steigt eine Waschfrau mit einem schweren Korb eine Treppe hinauf, um nie oben anzukommen: wie Sisyphus.
Der Entwurf für den sich wirbelartig drehenden Titel Synchro-Ciné présente, der den Film einleitet, entstammt einem 1917 entstandenen Bild von Francis Picabia, einem Freunde von Man Ray.

## Hintergrund
Fernand Léger war im Ersten Weltkrieg Frontsoldat gewesen und hatte bereits im Feld Skizzen von Geschützen, Flugzeugen und von seinen Kameraden gezeichnet. Bei einem Urlaub entstand 1916 das Gemälde »Soldat mit Pfeife«. 1917 wurde er bei einem Gasangriff so schwer verwundet, dass er ein Jahr lang im Lazarett liegen musste. In dieser Zeit wurden die erschreckenden Wirkungen mechanischer Technologie zum Generalthema seiner Kunst.
Hier malte er das Ölbild »Die Kartenspieler«, dessen roboterhaft monströse Gestalten die Ambivalenz seiner Erfahrungen im Kriege widerspiegelten. Mit ihm begann seine „Mechanische Phase“, zu der auch “Ballet mécanique” gehört: sie kennzeichnet eine künstlerische Technik, die Dynamik und Abstraktion des Konstruktivismus mit dem Absurden und Regellosen des Dadaismus verbindet. Dieser Zug haftet “Ballet mécanique” von Anfang bis Ende an. Es ist der erste 'Film ohne Drehbuch’.
Die Uraufführung wurde – auch im Vorspann des Films – mit „Charlot présente le ballet mécanique“ eingeleitet; das spielt auf Charlie Chaplins Tramp-Figur an, die man in Frankreich als Charlot kannte. Eine in kubistischem Stil ausgeführte Charlot-Figur erscheint mehrmals im Film.
Außerdem hieß der Produzent André Charlot.
Nach Erkenntnissen der Filmhistoriker war es Dudley Murphy, der die Herstellung des Filmes vorantrieb, während Léger sich lediglich als geschickter darin erwies, ihn als seine Leistung hinzustellen. Er ließ Murphys Namen sogar aus den credits des Vorspanns streichen.
Soweit bekannt lief der Film nie in Paris. In Deutschland wurde er 1925 in Berlin anlässlich der von der Künstler-Vereinigung Novembergruppe und der Filmfirma Universum Film AG UFA ausgerichteten Matinee »Der absolute Film« zusammen mit anderen Avantgardefilmen von René Clair, Hans Richter und Viking Eggeling unter dem Titel Images Mobiles aufgeführt.

## Überlieferung
Im November 1975 fand Lillian Kiesler, Friedrich Kieslers zweite Ehefrau, die von Léger geschnittene, 16 Minuten dauernde 35-mm-Originalfassung des Films in einem Schrank ihres Wochenendhauses in den Hamptons auf Long Island unweit von New York City. Diese Fassung wurde von Anthology Film Archives restauriert und ist seither Bestandteil der Dokumentarfilmsammlung Unseen Cinema: Early American Avant-Garde Film 1893–1941, die im Oktober 2005 von Image Entertainment auf sieben DVDs in den Handel gebracht wurde.
Die in der Cinémathèque française aufbewahrte Kopie hat eine Länge von 321 Metern. Auch das Museum of Modern Art und das George Eastman House in Rochester N.Y. besitzen Kopien.

## Rezeption
„Während der berliner Matinee wird der Film weniger ernsthaft rezipiert, da er zu den völlig abstrakten Filmen in Kontrast steht. Der große sowjetische Avantgarde-Filmemacher Sergei Eisenstein zeigt sich allerdings beeindruckt.“
(Fuchsgruber und Wissmann)
Légers Film „verbindet die gezeichnete geometrische Form mit fotografierten Fragmenten der Realität. Unter Verzicht auf jede Handlung entsteht ein rhythmisches Spiel der Objekte. Teilansichten von Gegenständen und Menschen werden in Grossaufnahmen zu symbolischen Ganzheiten.“ (Zglinicki S. 601)
Léger filmt alltägliche Gegenstände – Töpfe, Pfannen, Geschirr, Besteck etc. – derart, dass sie wie abstrakte Formen erscheinen und nicht mehr als vertraut empfunden werden. Der Zuschauer soll im Film von der ihn umgebenden Welt überrascht werden. Und tatsächlich sind die Zuschauer bei der Premiere überrascht und interessiert – für ungefähr zwei Minuten… „Nach fünf Minuten jedoch stellten sich ernsthafte Ermüdungserscheinungen ein, nach zehn Minuten versagten die Nerven den Dienst, und nach fünfzehn kam es zu lautem Protest“ (Jerzy Toeplitz: „Geschichte des Films“, Band I, S. 453).
Gegenständlicher, in der Ausarbeitung der wie zufällig wirkenden Collagen aus Fotos, Filmfragmenten und Animationen ähnlich „absolut“ sind René Clairs „Entr’acte“ und „Ballet Mécanique“ von Fernand Léger und Dudley Murphy. In den längsten Arbeiten der Kompilation eröffnet sich eine absurde Spielwiese der technischen Möglichkeiten: Zeitlupen, Überblendungen, rückwärts abgespielte, in extenso gedoppelte und eingefrorene Bilder bar jeglichen Sinnzusammenhangs zelebrieren Dada in Reinkultur. (Jörg Gerle, fd13/2008)
„Seine Logik entwickelt der Film aus der Kommunikation zwischen Natürlichem und Künstlichem, von Mensch und Maschine. Automatisierte Motoren, sich wiederholende Kreise und Dreiecke beginnen genauso zu tanzen wie leblose Beinprothesen. Innovativ ist der Film auch in Hinblick auf die Selbstreflexion des Mediums, wenn beispielsweise Léger und Murphy mit ihrer Kamera als Spiegelbild in einer Kugel zu erahnen sind: Vom Geschehenen wird abgelenkt und die Illusion offen gelegt.“
“One of the most influential experimental works in the history of cinema.”
(Circulating Film Library Catalogue at the Museum of Modern Art)